# Akmal Rizal Ahmad Rakhli
Akmal Rizal bin Ahmad Rakhli (Jitra, 12 dicembre 1981) è un ex calciatore malese, di ruolo attaccante.

## Carriera

### Club
Comincia a giocare in patria, al Kedah. Nel 1999 si trasferisce in Francia, al Strasburgo 2. Nel gennaio 2000 viene acquistato dall'Haguenau. Nel 2002 torna in patria, al Kedah. Nel 2006 si trasferisce al Selangor. Nel 2009 passa al Kuala Muda Naza. Nel 2010 viene acquistato dal Kelantan. Nel 2011 passa al Perak. Nel 2013 si accasa al Kedah. Nel 2014 si trasferisce al Sarawak. Nel 2015 viene acquistato dal Kedah United.

### Nazionale
Ha debuttato in Nazionale nel 2001. Ha partecipato, con la Nazionale, alla Coppa d'Asia 2007. Ha collezionato in totale, con la maglia della Nazionale, 20 presenze e 7 reti.